# 教訓抄
『教訓抄』（きょうくんしょう）とは、日本中世の楽書。興福寺の雅楽家狛近真によって撰述された。豊原統秋の『體源抄』、安倍季尚の『楽家録』と共に三代楽書と呼ばれる。

## 概要
「歌舞口伝」5巻と「伶楽口伝」5巻を合わせた10巻より構成され、雅楽の口伝を体系的に集成する。治承・寿永の乱、承久の乱を経て、公家社会から武家社会に変容する激動の時代の中、雅楽の口伝の絶えることを憂い、後世に伝えることを企図した近真によって起筆され、1233年（天福 元年）に成立した。後世の雅楽の模範となる書物となり、後、本書を基に近真の孫狛朝葛によって『続教訓抄』が著された他、『體源抄』などの楽書にも影響を与え、総合的な楽書の先駆となった。高野辰之蔵本、東京音楽学校蔵旧阿波国文庫本、東北大学蔵本などを土台に、山田孝雄が校合したものが『日本古典全集』2巻に収録され、『続群書類従』に翻刻されている他、内閣文庫蔵本、神田喜一郎旧蔵本を底本とした翻刻が『日本思想大系』に収録される。

## 各巻の構成
1巻から3巻までは、左舞の楽家である狛家に伝承された舞曲の作法、由来、関連するエピソードが記述される。4巻「他家相伝舞曲物語」は文字通り他家に伝承する舞曲に言及し、伎楽の指針についても記述する。
「高麗曲物語」という題目の5巻は、右舞に関する記述が中心。左舞の家である狛家にとって右舞は専門外だが、右舞の作法、由来、装束に関する豊富な記述が緻密に綴られている。6巻「無舞曲楽物語」は管弦の楽曲に関する解説で、六調子に分割される。
7巻「舞曲源物語」は、一区切りごとの所作を表した「舞曲名目」、舞台への登壇方法、番舞など、実演に関する記述が中心となる。8巻「管弦物語」、9巻「打物部口伝物語」、10巻「打物案譜法」は、楽器についての口伝、故事や演奏法を記す。